# Al-Kadir
Al-Kadir (tiếng Ả Rập: الكدير, cũng đánh vần al-Kader) là một ngôi làng ở miền đông Syria, thuộc bộ phận hành chính của Tỉnh Homs. Nó nằm ở sa mạc Syria với sông Euphrates ở phía đông bắc, ngôi làng al-Kawm gần đó ở phía nam và Deir ez-Zor ở phía đông. Theo Cục Thống kê Trung ương (CBS), al-Kadir có dân số 694 trong cuộc điều tra dân số năm 2004.

## Nội chiến Syria
ISIL đã bắt Al-Kadir như một phần của việc mở rộng sang Syria vào năm 2014. Thị trấn đã được giải phóng bởi lực lượng Quân đội Syria vào ngày 15 tháng 8 năm 2017.